# Beni Amrane
Beni Amrane (în arabă بنى عمران) este o comună din provincia Boumerdès, Algeria.
Populația comunei este de 23.621 de locuitori (2008).